# Sobatjij pir
Sobatjij pir (russisk: Собачий пир) er en sovjetisk spillefilm fra 1990 af Leonid Menaker.

## Medvirkende
- Natalja Gundareva som Zjanna
- Sergej Sjakurov som Arkadij Petrovitj
- Larisa Udovitjenko som Aleksandra
- Anna Polikarpova som Natasja
- Kristina Denga som Kristina